# Česte nuspojave
Česte nuspojave (eng. Common Side Effects) je nadolazeća američka animirana serija za odrasle atuora Josepha Bennetta i Steve Helyja za televiziju Adult Swim. Serija je imala svjetsku premijeru u lipnju 2024. na Međunarodnom festivalu animiranog filma u Annecyju, ali je javno najavljena u 26. srpnja 2024. na San Diego Comic-Conu.
Premijerno prikazivanje počinje 2. veljače 2025. na kanalu Adult Swim, dok dan kasnije se objavljuje na streaming platformi Max.

## Radnja
Polusatna serija prati Marshalla i Frances, bivše srednjoškolske kolege iz laboratorija, koji dijele jednu veliku tajnu: Marshall je otkrio nevjerojatnu gljivu koja može izliječiti gotovo svaku bolest, čineći je najboljim lijekom na svijetu. Međutim, njihov put do predstavljanja tog otkrića svijetu daleko je od jednostavnog. Na njihovom tragu su brojne moćne organizacije: Policijsko-obavještajna agencija za borbu protiv droga (DEA), farmaceutske kompanije i čak međunarodni biznisi, svi želeći zaustaviti Marshalla i Frances u njihovoj misiji.

## Likovi
- Dave King kao Marshall Cuso, glavni lik koji je u srednjoj školi bio prijatelj s Frances
- Emily Pendergast kao Frances Applewhite, radi u tvrtki Reutical Pharmaceutical, Inc. i bila je Marshallova prijateljica i kolegica iz srednjoškolske laboratorije.
- Joseph Lee Anderson i Martha Kelly kao Agenti Copano i Harringont, agenti DEA-e, nerazdvojni su prijatelji.
- Mike Judge kao Rick Kruger, nesposobni izvršni direktor tvrtke Reutical i glavni negativac u seriji.

## Vanjske poveznice
- Česte nuspojave u internetskoj bazi filmova IMDb-a